# Lernanthropus carangis
Lernanthropus carangis is een eenoogkreeftjessoort uit de familie van de Lernanthropidae. De wetenschappelijke naam van de soort is voor het eerst geldig gepubliceerd in 1878 door Hesse.